# Bridge (patró de disseny)
El patró Bridge ens permet desacoplar l'abstracció de la implementació de manera que les dues parts poden variar independentment sense donar problemes a l'aplicació, així doncs, el patró bridge és utilitzat quan volem evitar enllaçar l'abstracció de la seva implementació, les abstraccions i les implementacions han de ser extensibles i els canvis en la implementació no han d'afectar les abstraccions.